# Слатиоара (Рашка)
Слатиоара (рум. Slătioara) насеље је у Румунији у округу Сучава у општини Рашка. Oпштина се налази на надморској висини од 479 m.

## Становништво
Према подацима из 2002. године у насељу је живело 795 становника, од којих су сви румунске националности.